# NGC 6484
NGC 6484 este o galaxie situată în constelația Hercule. A fost descoperită în 11 iulie 1866 de către Édouard Stephan⁠(d). Se află la o distanță de 49,6 de megaparseci de Pământ.